# Галовац (острво)
Галовац или Шкољић је острвце у Јадранском мору, које припада Хрватској. Налази се уз обалу острва Угљана и места Преко од којег је удаљен само осамдесетак метара. Острво је прекривено медитеранском вегетацијом.
На Галевцу се налази фрањевачки самостан (манастир) светог Павла Пустињака са црквом светог Павла из 15. века. У народу се за острво сем назива Галевац и Шкољић користи и назив Лазарет.